# Solan
Solan là một thành phố và là nơi đặt ủy ban đô thị (municipal committee) của quận Solan thuộc bang Himachal Pradesh, Ấn Độ.

## Địa lý
Solan có vị trí 30°55′B 77°07′Đ / 30,92°B 77,12°Đ Nó có độ cao trung bình là 1467 mét (4812 feet).

## Nhân khẩu
Theo điều tra dân số năm 2001 của Ấn Độ, Solan có dân số 34.199 người. Phái nam chiếm 56% tổng số dân và phái nữ chiếm 44%. Solan có tỷ lệ 82% biết đọc biết viết, cao hơn tỷ lệ trung bình toàn quốc là 59,5%: tỷ lệ cho phái nam là 84%, và tỷ lệ cho phái nữ là 80%. Tại Solan, 10% dân số nhỏ hơn 6 tuổi.